# Епархия Рокфорда

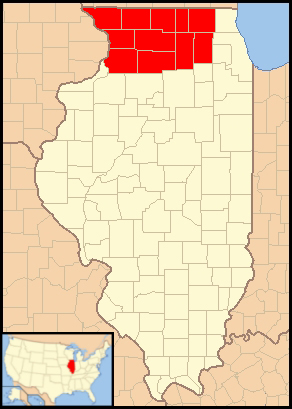
Расположение епархии Рокфорда

Епархия Рокфорда (лат. Dioecesis Rockfordiensis) — епархия Римско-Католической церкви с центром в городе Рокфорд, США. Епархия Рокфорда входит в митрополию Чикаго. Кафедральным собором епархии Рокфорда является собор святого Петра.

## История
27 сентября 1908 года Римский папа Пий X издал бреве Quae rei sacrae, которым учредил епархию Рокфорда, выделив её из архиепархии Чикаго.
11 декабря 1948 года епархия Рокфорда передала часть своей территории епархии Джолиета.

## Ординарии епархии
- епископ Peter James Muldoon (28.09.1908 — 8.10.1927);
- епископ Edward Francis Hoban (21.02.1928 — 14.11.1942);
- епископ John Joseph Boylan (21.11.1942 — 19.07.1953);
- епископ Raymond Peter Hillinger (3.11.1953 — 27.06.1956);
- епископ Loras Thomas Lane (11.10.1956 — 22.07.1968);
- епископ Arthur Joseph O’Neill (19.08.1968 — 19.04.1994);
- епископ Thomas George Doran (19.04.1994 — 20.03.2012);
- епископ David John Malloy (20.03.2012 — по настоящее время).

## Источник
- Annuario Pontificio, Ватикан, 2005.
- Бреве Quae rei sacrae, AAS 1 (1909), стр. 201  (лат.)